# Nintendo Switch Online
Nintendo Switch Online es un conjunto de funciones para las consolas de videojuegos Nintendo Switch y Nintendo Switch 2 que requieren la compra de una suscripción. Las funciones de Nintendo Switch Online incluyen multijugador en línea, almacenamiento en la nube, chat de voz, acceso a una biblioteca de juegos de Nintendo Entertainment System (NES) y Super Nintendo Entainment System (SNES) y Game Boy y una aplicación de música para escuchar las bandas sonoras de varios videojuegos de Nintendo, así como otras promociones y ofertas. Un nivel ampliado del servicio agrega juegos de Nintendo 64, Sega Genesis/Mega Drive, Game Boy Advance y Nintendo GameCube (este último es exclusivo de Nintendo Switch 2) a la biblioteca. Tras un período en el que algunas de sus funciones estaban disponibles para todos los usuarios sin cargo, el servicio de suscripción se lanzó oficialmente el 19 de septiembre de 2018.

## Historia
En enero de 2017, antes del lanzamiento de la consola Nintendo Switch en marzo, se dijo que las funciones en línea como el multijugador al final requerirían la compra de un «servicio en línea» pagado, pero que estarían disponibles para todos los usuarios sin cargo hasta el servicio lanzado. Las características anunciadas incluyen una aplicación de teléfono inteligente complementaria, así como acceso a un juego gratuito de Nintendo Entertainment System o Super Nintendo Entertainment System por mes. El servicio fue inicialmente previsto para finales de 2017.
En junio de 2017, se anunció que el servicio se retrasaría hasta algún momento en 2018, y que Nintendo apuntaba a un precio anual de US $ 20. El presidente de Nintendo of America, Reggie Fils-Aimé, explicó que los retrasos eran para garantizar que el servicio fuera «de clase mundial» y que tenía suficiente de su funcionalidad anunciada disponible en el lanzamiento para justificar su costo. Nintendo apuntaba a un precio más bajo en comparación con PlayStation Plus y Xbox Live Gold, ya que el servicio no incluye la misma gama de funciones que ofrecen estos servicios de suscripción. El entonces presidente de Nintendo, Tatsumi Kimishima, declaró que el precio era un tema importante en el diseño de los servicios en línea del Switch, y que, independientemente de lo que estuvieran haciendo los competidores, «es una cuestión de hacer llegar el contenido al consumidor en un punto de precio que los haría felices, y luego estamos dispuestos a ver qué más podemos hacer para avanzar».
Las características adicionales, incluida una biblioteca más grande y persistente de juegos de NES para suscriptores (con 20 disponibles en el lanzamiento, y más que se agregarán de forma continua), así como el soporte para la nube, se dieron a conocer durante una presentación de Nintendo Direct el 17 de septiembre. 2018.
En septiembre de 2018, las consolas Nintendo Switch comenzaron a experimentar problemas de conectividad en China debido al servicio Nintendo Switch Online que utiliza los servidores de Google, que están bloqueados en China. Nintendo Switch no fue lanzado oficialmente en China.
El 28 de marzo de 2019, Twitch anunció que los miembros de Twitch Prime podrían reclamar hasta un año de membresía gratuita de Nintendo Switch Online entre el 28 de marzo de 2019 y el 20 de enero de 2020. El servicio se lanzó oficialmente en Corea del Sur y Hong Kong, el 23 de abril. 2019. El 5 de septiembre de 2019, los juegos de Super NES se agregaron al servicio en una aplicación separada.
El 1 de diciembre de 2020, se lanzó la actualización de software 11.0.0 para el software del sistema Nintendo Switch, que agregó una aplicación Nintendo Switch Online a la pantalla de inicio de la consola.
Nintendo introdujo un nuevo nivel de suscripción como paquete de expansión en octubre de 2021 al que los usuarios pueden migrar. Con este nivel, los usuarios obtendrán acceso a una biblioteca en expansión de juegos de Nintendo 64 y Sega Genesis/Mega Drive junto con los beneficios existentes y contenido extra y exclusivo en algunos juegos como en Animal Crossing: New Horizons y Mario Kart 8 Deluxe
Tras la confirmación de la salida de la consola Nintendo Switch 2, Nintendo prometió que Nintendo Switch Online también sería compatible con una nueva versión para su nueva plataforma.
El 2 de abril de 2025, Nintendo confirmó nuevas características exclusivas para Nintendo Switch Online en Nintendo Switch 2, como la incorporación del chat de voz en varios videojuegos, incluyendo compatibilidad con cámara, la incorporación de una biblioteca de videojuegos de la consola Nintendo GameCube y la posibilidad de descargar las versiones mejoradas de The Legend of Zelda: Breath of the Wild y The Legend of Zelda: Tears of the Kingdom.

## Características

### Multijugador
Se requiere Nintendo Switch Online para acceder al modo multijugador en línea en la mayoría de los títulos. Algunos juegos multijugador gratuitos, como Fortnite Battle Royale y Warframe, están exentos de este requisito, y se pueden jugar en línea libremente sin suscripción.

### Guardado en la nube
El almacenamiento en la nube permite que los datos guardados para muchos juegos se sincronicen en línea, por lo que se pueden recuperar si el usuario debe mover su cuenta de Nintendo a una consola Switch diferente. La función no está disponible en juegos con ciertas formas de funcionalidad en línea (especialmente el intercambio de artículos y clasificaciones competitivas), citando preocupaciones en torno a la posibilidad de abuso que podría "afectar de manera injusta" el juego.
Los jugadores pierden el acceso a sus partidas guardadas en la nube si cancelan o permiten que su suscripción caduque, aunque tienen un período de gracia de seis meses para renovar sus suscripciones o recuperar estas partidas guardadas en la nube antes de eliminarlas.

### Comunicación
Los usuarios pueden chatear por voz a través de la aplicación móvil Nintendo Switch Online en teléfonos inteligentes. La funcionalidad de chat de voz no está disponible de forma nativa a través de la consola Switch; Fils-Aimé justificó la decisión explicando que "el enfoque de Nintendo es hacer las cosas de manera diferente. Tenemos un conjunto de experiencias muy diferente al que ofrecen nuestros competidores, y lo hacemos de una manera diferente. Esto crea una especie de yin y yang para nuestros consumidores. Están entusiasmados con el almacenamiento en la nube y el contenido heredado, pero nos gustaría que pudiéramos ofrecer un chat de voz de una manera diferente, por ejemplo ".

### Misiones y recompensas
Las misiones y recompensas se lanzaron en marzo de 2022. Estas misiones, que se ofrecerán de forma rotativa, brindan al usuario la oportunidad de ganar puntos de platino de Nintendo al completar ciertas actividades con el software de Switch o en varios juegos. Los puntos se pueden canjear para comprar artículos digitales para usar dentro de la aplicación Nintendo Switch, así como para comprar artículos físicos en la tienda de Nintendo.

### Juegos de muestra
Los juegos de muestra son una función que permite a los miembros probar un juego durante una semana. El juego sería el mismo que si una persona lo comprara regularmente. Los juegos que están en pruebas de juegos generalmente también se ponen a la venta en la eShop. Si los suscriptores compraron el juego, cualquier progreso realizado en la prueba se transferirá al juego.

### Playtest program
El 9 de octubre de 2024, Nintendo anunció un programa denominado "Nintendo Switch Online Playtest Program", que permite a los usuarios seleccionados que hayan presentado su solicitud con éxito al día siguiente probar una función próxima a estar disponible en Nintendo Switch Online. La prueba de juego solo está abierta a los miembros de Nintendo Switch Online + Expansion Pack cuya región de cuenta Nintendo esté configurada en Japón, Estados Unidos, Reino Unido, Francia, Italia, Alemania y España y cuya edad sea mayor de 18 años. El Playtest program se realizó el 23 de octubre de 2024 y el 5 de noviembre de 2024.

### Nintendo Music
El 30 de octubre de 2024, Nintendo lanzó una aplicación de streaming de música llamada Nintendo Music. Esta aplicación es exclusiva para los miembros de Nintendo Switch Online, y los usuarios escuchan varias bandas sonoras de franquicias de Nintendo en su dispositivo iOS o Android. Esta aplicación funciona de manera similar a Spotify o Apple Music, ya que puede crear listas de reproducción seleccionadas basadas en bandas sonoras de Nintendo y puede descargar música para escuchar sin conexión. Además, la aplicación cuenta con una función de spoiler que puede filtrar la música de los videojuegos que un usuario aún no ha jugado y puede extender ciertas canciones entre 15 y 60 minutos.

### Nintendo Today
Nintendo Today es una aplicación de Nintendo lanzada el 27 de marzo de 2025, sirve para dar directamente anuncios y noticias hacia fanáticos de Nintendo sobre distintas novedades relacionadas a Nintendo, como nuevos videojuegos o películas de sus franquicias, nuevas compatibilidades con Nintendo Switch Online y calendarios que muestran futuros lanzamientos de videojuegos de Nintendo.

### GameChat
Exclusivo para Nintendo Switch 2, GameChat permite a los usuarios poder conectarse a un chat de voz con demás usuarios, utilizando varios videojuegos de Nintendo.
En GameChat se puede tanto hablar con voz, así como poder utilizar una cámara (vendida por separado) para mostrar tu rostro con el de tus amigos, también con la posibilidad de compartir pantalla y charlar con amigos aún si no estás jugando el mismo juego que ellos estén jugando.
GameChat cuenta con una tecnología para que la voz del usuario se escuche lo más clara posible, incluso disminuyendo sonidos exteriores o que puedan interrumpir la comunicación por voz, GameChat es compatible con el micrófono integrado a la consola y también con micrófonos integrados en auriculares (si están conectados a la consola).

## Nintendo Classics

### Juegos de NES
Los suscriptores de Switch Online pueden acceder a la aplicación Nintendo Entertainment System (NES), que cuenta con una biblioteca persistente y en expansión de títulos clásicos del sistema. Los juegos están disponibles siempre y cuando el usuario tenga una suscripción activa, y el usuario debe conectarse en línea al menos una vez a la semana para continuar accediendo a los títulos sin conexión.
Leyenda:
     Juego "SP"
| Fecha de lanzamiento     | Juegos                                                 | NA/EU | JP |
| ------------------------ | ------------------------------------------------------ | ----- | -- |
| 19 de septiembre de 2018 | Balloon Fight                                          | Sí    | Sí |
| 19 de septiembre de 2018 | Baseball                                               | Sí    | Sí |
| 19 de septiembre de 2018 | Donkey Kong                                            | Sí    | Sí |
| 19 de septiembre de 2018 | Double Dragon                                          | Sí    | Sí |
| 19 de septiembre de 2018 | Dr. Mario                                              | Sí    | Sí |
| 19 de septiembre de 2018 | Excitebike                                             | Sí    | Sí |
| 19 de septiembre de 2018 | Ghosts'n Goblins                                       | Sí    | Sí |
| 19 de septiembre de 2018 | Gradius                                                | Sí    | Sí |
| 19 de septiembre de 2018 | Ice Climbers                                           | Sí    | Sí |
| 19 de septiembre de 2018 | Ice Hockey                                             | Sí    | Sí |
| 19 de septiembre de 2018 | Mario Bros.                                            | Sí    | Sí |
| 19 de septiembre de 2018 | Pro Wrestling                                          | Sí    | Sí |
| 19 de septiembre de 2018 | River City Ransom                                      | Sí    | Sí |
| 19 de septiembre de 2018 | Soccer                                                 | Sí    | Sí |
| 19 de septiembre de 2018 | Super Mario Bros.                                      | Sí    | Sí |
| 19 de septiembre de 2018 | Super Mario Bros. 3                                    | Sí    | Sí |
| 19 de septiembre de 2018 | Tecmo Bowl                                             | Sí    | Sí |
| 19 de septiembre de 2018 | Tennis                                                 | Sí    | Sí |
| 19 de septiembre de 2018 | The Legend of Zelda                                    | Sí    | Sí |
| 19 de septiembre de 2018 | Yoshi                                                  | Sí    | Sí |
| 10 de octubre de 2018    | NES Open Tournament Golf                               | Sí    | Sí |
| 10 de octubre de 2018    | Solomon's Key                                          | Sí    | Sí |
| 10 de octubre de 2018    | Super Dodge Ball                                       | Sí    | Sí |
| 10 de octubre de 2018    | The Legend of Zelda SP                                 | Sí    | Sí |
| 14 de noviembre de 2018  | Gradius SP                                             | Sí    | Sí |
| 14 de noviembre de 2018  | Metroid                                                | Sí    | Sí |
| 14 de noviembre de 2018  | Mighty Bomb Jack                                       | Sí    | Sí |
| 14 de noviembre de 2018  | NES Open Tournament Golf SP                            | No    | Sí |
| 14 de noviembre de 2018  | TwinBee                                                | Sí    | Sí |
| 12 de diciembre de 2018  | Adventures of Lolo                                     | Sí    | No |
| 12 de diciembre de 2018  | Adventures of Lolo 2                                   | No    | Sí |
| 12 de diciembre de 2018  | Dr. Mario SP                                           | Sí    | Sí |
| 12 de diciembre de 2018  | Metroid SP (antes de la batalla contra Ridley)         | Sí    | Sí |
| 12 de diciembre de 2018  | Ninja Gaiden                                           | Sí    | Sí |
| 12 de diciembre de 2018  | Wario's Woods                                          | Sí    | Sí |
| 16 de enero de 2019      | Blaster Master                                         | Sí    | Sí |
| 16 de enero de 2019      | Ghosts'n Goblins SP                                    | Sí    | Sí |
| 16 de enero de 2019      | Joy Mech Fight                                         | No    | Sí |
| 16 de enero de 2019      | Ninja Gaiden SP                                        | Sí    | Sí |
| 16 de enero de 2019      | Zelda II: The Adventure of Link                        | Sí    | Sí |
| 13 de febrero de 2019    | Blaster Master SP                                      | Sí    | Sí |
| 13 de febrero de 2019    | Kirby's Adventure                                      | Sí    | Sí |
| 13 de febrero de 2019    | Metroid SP (solo batalla contra Mother Brain)          | Sí    | Sí |
| 13 de febrero de 2019    | Super Mario Bros. 2                                    | Sí    | Sí |
| 13 de febrero de 2019    | Tsuppari Oozumou                                       | No    | Sí |
| 13 de marzo de 2019      | Fire Emblem: Shadow Dragon and the Blade of Light      | No    | Sí |
| 13 de marzo de 2019      | Kid Icarus                                             | Sí    | Sí |
| 13 de marzo de 2019      | Kirby's Adventure SP                                   | Sí    | Sí |
| 13 de marzo de 2019      | StarTropics                                            | Sí    | No |
| 13 de marzo de 2019      | Yie Ar Kung-Fu                                         | No    | Sí |
| 13 de marzo de 2019      | Zelda II: The Adventure of Link SP                     | Sí    | Sí |
| 10 de abril de 2019      | Kid Icarus SP                                          | Sí    | Sí |
| 10 de abril de 2019      | Punch-Out!!                                            | Sí    | Sí |
| 10 de abril de 2019      | Star Soldier                                           | Sí    | Sí |
| 10 de abril de 2019      | Super Mario Bros.: The Lost Levels                     | Sí    | Sí |
| 15 de mayo de 2019       | Clu Clu Land                                           | Sí    | No |
| 15 de mayo de 2019       | Clu Clu Land: Welcome to New Cluclu Land               | No    | Sí |
| 15 de mayo de 2019       | Donkey Kong Jr.                                        | Sí    | Sí |
| 15 de mayo de 2019       | Star Soldier SP                                        | Sí    | Sí |
| 15 de mayo de 2019       | Vs. Excitebike                                         | Sí    | Sí |
| 12 de junio de 2019      | City Connection                                        | Sí    | Sí |
| 12 de junio de 2019      | Double Dragon II: The Revenge                          | Sí    | Sí |
| 12 de junio de 2019      | TwinBee SP                                             | Sí    | Sí |
| 12 de junio de 2019      | Volleyball                                             | Sí    | Sí |
| 17 de julio de 2019      | Donkey Kong 3                                          | Sí    | Sí |
| 17 de julio de 2019      | Mighty Bomb Jack SP                                    | Sí    | Sí |
| 17 de julio de 2019      | Wrecking Crew                                          | Sí    | Sí |
| 21 de agosto de 2019     | Downtown Nekketsu Kōshinkyoku: Soreyuke Daiundōkai     | No    | Sí |
| 21 de agosto de 2019     | Gradius SP (Second loop)                               | Sí    | Sí |
| 21 de agosto de 2019     | Kung Fu Heroes                                         | Sí    | Sí |
| 21 de agosto de 2019     | Vice: Project Doom                                     | Sí    | Sí |
| 12 de diciembre de 2019  | Crystalis                                              | Sí    | Sí |
| 12 de diciembre de 2019  | Famicom Wars                                           | No    | Sí |
| 12 de diciembre de 2019  | Journey to Silius                                      | Sí    | Sí |
| 12 de diciembre de 2019  | Route-16 Turbo                                         | No    | Sí |
| 19 de febrero de 2020    | Atlantis no Nazo                                       | Sí    | Sí |
| 19 de febrero de 2020    | Eliminator Boat Duel                                   | Sí    | No |
| 19 de febrero de 2020    | Shadow of the Ninja                                    | Sí    | No |
| 20 de abril de 2020      | Fire Emblem: Shadow Dragon and the Blade of Light SP   | No    | Sí |
| 20 de abril de 2020      | Fire Emblem: Shadow Dragon and the Blade of Light SP 2 | No    | Sí |
| 15 de julio de 2020      | The Immortal                                           | Sí    | No |
| 18 de diciembre de 2020  | Nightshade                                             | Sí    | No |
| 17 de febrero de 2021    | Fire 'n Ice                                            | Sí    | Sí |
| 26 de mayo de 2021       | Ninja JaJaMaru-kun                                     | Sí    | Sí |
| 28 de julio de 2021      | Super Mario Bros. 3 SP                                 | Sí    | Sí |
| 9 de febrero de 2022     | EarthBound Beginings                                   | Sí    | Sí |
| 30 de marzo de 2022      | Dig Dug II                                             | Sí    | Sí |
| 30 de marzo de 2022      | Mappy-Land                                             | Sí    | Sí |
| 27 de mayo de 2022       | Pinball                                                | Sí    | Sí |
| 21 de julio de 2022      | DAIVA STORY 6 IMPERIAL OF NIRSARTIA                    | Sí    | Sí |
| 16 de marzo de 2023      | Xevious                                                | Sí    | Sí |
| 6 de junio de 2023       | Mystery Tower                                          | Sí    | Sí |
| 6 de septiembre de 2023  | Downtown Nekketsu March: Super-Awesome Field Day!      | Sí    | Sí |
| 6 de septiembre de 2023  | Joy Mech Fight                                         | Sí    | Sí |
| 31 de octubre de 2023    | Devil World                                            | Sí    | Sí |
| 31 de octubre de 2023    | Ninja JaJaMaru-kun SP                                  | Sí    | Sí |
| 31 de octubre de 2023    | The Mysterious Murasame Castle                         | Sí    | Sí |
| 21 de febrero de 2024    | Snake Rattle 'n' Roll                                  | Sí    | No |
| 21 de febrero de 2024    | R.C. Pro-Am                                            | Sí    | No |
| 4 de julio de 2024       | Cobra Triangle                                         | Sí    | No |
| 4 de julio de 2024       | Donkey Kong Jr. Math                                   | Sí    | Sí |
| 4 de julio de 2024       | Golf                                                   | Sí    | Sí |
| 4 de julio de 2024       | Gomoku Narabe Renju                                    | No    | Sí |
| 4 de julio de 2024       | Mach Rider                                             | Sí    | Sí |
| 4 de julio de 2024       | Mahjong                                                | No    | Sí |
| 4 de julio de 2024       | Shin Onigashima                                        | No    | Sí |
| 4 de julio de 2024       | Solar Jetman                                           | Sí    | No |
| 4 de julio de 2024       | Urban Champion                                         | Sí    | Sí |
| 12 de diciembre de 2024  | Tetris                                                 | Sí    | Sí |

1. ↑  Nombrado como Super Mario USA en Japón.
2. ↑  Una versión del juego se lanzó por tiempo limitado a través de Nintendo eShop y como una edición física limitada en América, Europa y Australia con traducción a distintos idiomas como celebración del 35° aniversario del lanzamiento del juego que inició la franquicia de Fire Emblem. Estuvo disponible desde el 4 de diciembre de 2020 hasta el 31 de marzo de 2021.
3. ↑  Nombrado Super Mario Bros. 2 en Japón.
4. ↑  Es un port para Family Computer Disk System de la versión arcade titulada Vs. Clu Clu Land.
5. ↑  Lanzado en Japón el 15 de julio de 2020.
6. ↑  Lanzado en Japón el 19 de febrero de 2020.
7. ↑  Lanzado en Japón el 20 de mayo de 2020.
8. ↑  Lanzado en América y Europa el 4 julio de 2024.

### Juegos de Super NES
Anunciado en Nintendo Direct el 4 de septiembre de 2019, los juegos de SNES se agregaron a Nintendo Switch Online en todo el mundo el 6 de septiembre de 2019.
| Fecha de lanzamiento     | Juegos                                              | NA/EU | JP |
| ------------------------ | --------------------------------------------------- | ----- | -- |
| 6 de septiembre de 2019  | Brawl Brothers                                      | Sí    | Sí |
| 6 de septiembre de 2019  | Breath of Fire                                      | Sí    | Sí |
| 6 de septiembre de 2019  | Demon's Crest                                       | Sí    | Sí |
| 6 de septiembre de 2019  | Earth Defense Force                                 | Sí    | Sí |
| 6 de septiembre de 2019  | F-Zero                                              | Sí    | Sí |
| 6 de septiembre de 2019  | Joe & Mac 2: Lost in the Tropics                    | Sí    | Sí |
| 6 de septiembre de 2019  | Kirby's Dream Course                                | Sí    | Sí |
| 6 de septiembre de 2019  | Kirby's Dream Land 3                                | Sí    | Sí |
| 6 de septiembre de 2019  | Pilotwings                                          | Sí    | Sí |
| 6 de septiembre de 2019  | Star Fox                                            | Sí    | Sí |
| 6 de septiembre de 2019  | Stunt Race FX                                       | Sí    | Sí |
| 6 de septiembre de 2019  | Super Ghouls 'n Ghosts                              | Sí    | Sí |
| 6 de septiembre de 2019  | Super Mario Kart                                    | Sí    | Sí |
| 6 de septiembre de 2019  | Super Mario World                                   | Sí    | Sí |
| 6 de septiembre de 2019  | Super Mario World 2: Yoshi's Island                 | Sí    | Sí |
| 6 de septiembre de 2019  | Super Metroid                                       | Sí    | Sí |
| 6 de septiembre de 2019  | Puyo Puyo 2                                         | Sí    | Sí |
| 6 de septiembre de 2019  | Super Soccer                                        | No    | No |
| 6 de septiembre de 2019  | Super Tennis                                        | Sí    | Sí |
| 6 de septiembre de 2019  | The Legend of Zelda: A Link to the Past             | Sí    | Sí |
| 12 de diciembre de 2019  | Breath of Fire II                                   | Sí    | Sí |
| 12 de diciembre de 2019  | Kirby Super Star                                    | Sí    | Sí |
| 12 de diciembre de 2019  | Star Fox 2                                          | Sí    | Sí |
| 12 de diciembre de 2019  | Super Punch-Out!!                                   | Sí    | Sí |
| 19 de febrero de 2020    | Pop'n TwinBee                                       | Sí    | Sí |
| 19 de febrero de 2020    | Smash Tennis                                        | Sí    | Sí |
| 20 de mayo de 2020       | Panel de Pon                                        | Sí    | Sí |
| 20 de mayo de 2020       | Operation Logic Bomb                                | Sí    | Sí |
| 20 de mayo de 2020       | Wild Guns                                           | Sí    | Sí |
| 15 de julio de 2020      | Donkey Kong Country                                 | Sí    | Sí |
| 15 de julio de 2020      | Natsume Championship Wrestling                      | Sí    | No |
| 15 de julio de 2020      | Shin Megami Tensei                                  | No    | Sí |
| 3 de septiembre de 2020  | Super Mario All-Stars                               | Sí    | Sí |
| 23 de septiembre de 2020 | Donkey Kong Country 2: Diddy's Kong Quest           | Sí    | Sí |
| 23 de septiembre de 2020 | Mario's Super Picross                               | Sí    | Sí |
| 23 de septiembre de 2020 | The Peace Keepers                                   | Sí    | Sí |
| 18 de diciembre de 2020  | Amazing Hebereke                                    | Sí    | Sí |
| 18 de diciembre de 2020  | Donkey Kong Country 3: Dixie Kong's Double Trouble! | Sí    | Sí |
| 18 de diciembre de 2020  | Kunio-kun no Dodgeball da yo Zen´in Shūgō           | Sí    | Sí |
| 18 de diciembre de 2020  | The Ignition Factor                                 | Sí    | Sí |
| 18 de diciembre de 2020  | Tuff E Nuff                                         | Sí    | Sí |
| 18 de diciembre de 2020  | Super Valis IV                                      | Sí    | Sí |
| 17 de febrero de 2021    | Doomsday Warrior                                    | Sí    | Sí |
| 17 de febrero de 2021    | Prehistorik Man                                     | Sí    | No |
| 17 de febrero de 2021    | Psycho Dream                                        | Sí    | Sí |
| 17 de febrero de 2021    | Shin Megami Tensei II                               | No    | Sí |
| 26 de mayo de 2021       | Fire Emblem: Seisen no Keifu                        | No    | Sí |
| 26 de mayo de 2021       | Joe & Mac: Caveman Ninja                            | Sí    | Sí |
| 26 de mayo de 2021       | Magical Drop II                                     | Sí    | Sí |
| 26 de mayo de 2021       | Spanky's Quest                                      | Sí    | No |
| 26 de mayo de 2021       | Super Baseball Simulator 1.000                      | Sí    | Sí |
| 26 de mayo de 2021       | Super Mario Kart SP                                 | Sí    | Sí |
| 28 de julio de 2021      | Bombuzal                                            | Sí    | Sí |
| 28 de julio de 2021      | Claymates                                           | Sí    | No |
| 28 de julio de 2021      | Jelly Boy                                           | Sí    | No |
| 28 de julio de 2021      | Shin Megami Tensei If...                            | No    | Sí |
| 9 de febrero de 2022     | EarthBound                                          | Sí    | Sí |
| 9 de febrero de 2022     | Super Metroid SP                                    | Sí    | Sí |
| 30 de marzo de 2022      | Earthworm Jim 2                                     | Sí    | No |
| 30 de marzo de 2022      | Harvest Moon                                        | Sí    | Sí |
| 30 de marzo de 2022      | Super Mario World SP                                | Sí    | Sí |
| 30 de marzo de 2022      | Super Punch-Out!! SP                                | Sí    | Sí |
| 27 de mayo de 2022       | Congo's Caper                                       | Sí    | No |
| 27 de mayo de 2022       | Rival Turf                                          | Sí    | Sí |
| 27 de mayo de 2022       | Umihara Kawase                                      | No    | Sí |
| 9 de junio de 2022       | Kirby's Dream Course SP                             | Sí    | Sí |
| 9 de junio de 2022       | Kirby's Dream Land 3 SP                             | Sí    | Sí |
| 9 de junio de 2022       | Kirby Super Star SP                                 | Sí    | Sí |
| 21 de julio de 2022      | Fighter’s History                                   | Sí    | Sí |
| 21 de julio de 2022      | Kirby's Avalanche                                   | Sí    | Sí |
| 21 de julio de 2022      | Kirby's Star Stacker                                | Sí    | Sí |
| 16 de marzo de 2023      | Side Pocket                                         | Sí    | Sí |
| 6 de junio de 2023       | Super Ultra Baseball                                | No    | Sí |
| 21 de febrero de 2024    | Battletoads in Battlemaniacs                        | Sí    | Sí |
| 21 de febrero de 2024    | Killer Instinct                                     | Sí    | No |
| 11 de abril de 2024      | Marvelous: Mōhitotsu no Takarajima                  | No    | Sí |
| 11 de abril de 2024      | Super R-Type                                        | Sí    | Sí |
| 11 de abril de 2024      | Wrecking Crew '98                                   | Sí    | Sí |
| 18 de septiembre de 2024 | Battletoads & Double Dragon: The Ultimate Team      | Sí    | No |
| 18 de septiembre de 2024 | Big Run - The Supreme 4WD Challenge - 13e Rallye    | Sí    | Sí |
| 18 de septiembre de 2024 | Cosmo Gang The Puzzle                               | Sí    | Sí |
| 24 de enero de 2025      | Fatal Fury 2                                        | Sí    | Sí |
| 24 de enero de 2025      | Super Ninja Boy                                     | Sí    | Sí |
| 24 de enero de 2025      | Sutte Hakkun                                        | Sí    | Sí |
| 28 de marzo de 2025      | Nobunaga's Ambition                                 | Sí    | Sí |
| 28 de marzo de 2025      | Nobunaga's Ambition: Lord of Darkness               | Sí    | Sí |
| 28 de marzo de 2025      | Romance of the Three Kingdoms IV Wall of Fire       | Sí    | Sí |
| 28 de marzo de 2025      | Uncharted Waters: New Horizons                      | Sí    | Sí |
| 28 de julio de 2025      | Mario Paint                                         | Sí    | Sí |

1. ↑  Retirado el 28 de marzo de 2025.
2. 1 2  Lanzado en Japón el 23 de septiembre de 2020.
3. ↑  Lanzado en Japón el 19 de febrero de 2020.
4. ↑  Lanzado en Japón el 20 de mayo de 2020.
5. ↑  Panel de Pon fue lanzado internacionalmente como Tetris Attack en 1996. Está es la primera vez que el juego original se lanza en todo el mundo.
6. ↑  Lanzado en Japón el 17 de febrero de 2021.
7. ↑  Lanzado en América y Europa el 12 de abril de 2024.
8. ↑  Lanzado en América y Europa el 18 de septiembre de 2021.
9. ↑  Lanzado en Japón el 28 de julio de 2021.
10. ↑  Lanzado en Japón el 26 de mayo de 2021.
11. ↑  Lanzado en Japón el 5 de junio de 2021.
12. ↑  Lanzado en América y Europa el 5 de junio de 2023.
13. ↑  Lanzado en América y Europa el 6 de septiembre de 2023.
14. ↑  Lanzado en Japón el 12 de abril de 2024.
15. ↑  Solo es posible de jugar en el modo mouse de los Joy-Con 2 de Nintendo Switch 2 o conectando un mouse por medio de USB al dock de la consola.

Nintendo confirmó que irán agregando más juegos de Super Nintendo en el futuro, aunque ya no de forma mensual como se hacía con los juegos de NES.

### Juegos de Game Boy/Game Boy Color
Anunciado durante el Nintendo Direct el 8 de febrero de 2023, los juegos de Game Boy y Game Boy Color se agregaron el mismo día de su anuncio.
| Fecha de lanzamiento    | Juegos                                                  | NA/EU | JP |
| ----------------------- | ------------------------------------------------------- | ----- | -- |
| 8 de febrero de 2023    | Alone in the Dark: The New Nightmare                    | Sí    | No |
| 8 de febrero de 2023    | Gargoyle's Quest                                        | Sí    | Sí |
| 8 de febrero de 2023    | Game & Watch Gallery 3                                  | Sí    | Sí |
| 8 de febrero de 2023    | Kirby's Dream Land                                      | Sí    | Sí |
| 8 de febrero de 2023    | Metroid II: Return of Samus                             | Sí    | Sí |
| 8 de febrero de 2023    | Super Mario Land 2 - 6 Golden Coins                     | Sí    | Sí |
| 8 de febrero de 2023    | Tetris                                                  | Sí    | Sí |
| 8 de febrero de 2023    | The Legend of Zelda: Link's Awakening DX                | Sí    | Sí |
| 8 de febrero de 2023    | Wario Land 3                                            | Sí    | Sí |
| 8 de febrero de 2023    | Yakuman                                                 | No    | Sí |
| 16 de marzo de 2023     | BurguerTime Deluxe                                      | Sí    | Sí |
| 16 de marzo de 2023     | Kirby's Dream Land 2                                    | Sí    | Sí |
| 6 de junio de 2023      | Blaster Master: Enemy Below                             | Sí    | Sí |
| 6 de junio de 2023      | Kirby Tilt 'n' Tumble                                   | Sí    | Sí |
| 27 de julio de 2023     | The Legend of Zelda: Oracle of Seasons & Oracle of Ages | Sí    | Sí |
| 8 de agosto de 2023     | Pokémon Trading Card Game                               | Sí    | Sí |
| 6 de septiembre de 2023 | Quest for Camelot                                       | Sí    | No |
| 31 de octubre de 2023   | Castlevania Legends                                     | Sí    | Sí |
| 12 de marzo de 2024     | Dr. Mario                                               | Sí    | Sí |
| 12 de marzo de 2024     | Mario Golf                                              | Sí    | Sí |
| 12 de marzo de 2024     | Mario Tennis                                            | Sí    | Sí |
| 14 de mayo de 2024      | Alleyway                                                | Sí    | Sí |
| 14 de mayo de 2024      | Baseball                                                | Sí    | Sí |
| 14 de mayo de 2024      | Super Mario Land                                        | Sí    | Sí |
| 14 de mayo de 2024      | Kaeru no Tame ni Kane wa Naru                           | No    | Sí |
| 7 de junio de 2024      | Mega Man: Dr. Wily's Revenge                            | Sí    | Sí |
| 7 de junio de 2024      | Mega Man II                                             | Sí    | Sí |
| 7 de junio de 2024      | Mega Man III                                            | Sí    | Sí |
| 7 de junio de 2024      | Mega Man IV                                             | Sí    | Sí |
| 7 de junio de 2024      | Mega Man V                                              | Sí    | Sí |
| 21 de noviembre de 2024 | Donkey Kong Land                                        | Sí    | Sí |
| 25 de noviembre de 2024 | Donkey Kong Land 2                                      | Sí    | Sí |
| 4 de diciembre de 2024  | Donkey Kong Land III                                    | Sí    | Sí |
| 12 de diciembre de 2024 | Tetris DX                                               | Sí    | Sí |
| 7 de marzo de 2025      | Donkey Kong                                             | Sí    | Sí |
| 7 de marzo de 2025      | Mario's Picross                                         | Sí    | Sí |
| 23 de mayo de 2025      | Gradius the Interstellar Assault                        | Sí    | Sí |
| 23 de mayo de 2025      | Kirby's Star Stacker                                    | Sí    | Sí |
| 23 de mayo de 2025      | Survival Kids                                           | Sí    | Sí |
| 23 de mayo de 2025      | The Sword of Hope                                       | Sí    | Sí |

## Nintendo Switch Online + Expansion Pack
El Paquete de Expansión es un paquete extra para el servicio de Nintendo Switch Online con costo adicional, el cual incluye varios aditamentos extras del servicio del Switch Online, por ejemplo, una mayor biblioteca de juegos de consolas retro, la inclusión de algunas ofertas o promociones exclusivas para algunos juegos de la consola, o el aditamento de contenido adicional de varios juegos de forma gratuita.

### Ofertas y promociones
Los suscriptores de Switch Online también tienen acceso a ofertas y promociones especiales de Nintendo; en el lanzamiento, aquellos que compraron una suscripción o plan familiar de 12 meses recibieron artículos especiales en el juego para Splatoon 2, y Nintendo abrió pre-pedidos exclusivos para controladores inalámbricos especiales basados en el controlador de NES, específicamente diseñados para usar con la aplicación NES mencionada anteriormente.
En el paquete de expansión, se incluyó al estilo DLC nuevo contenido para Animal Crossing: New Horizons, con el nombre de Animal Crossing: Happy Home Paradise, que es una expansión de contenido como nuevos diseños y objetos para el juego, así como más lugares y actividades en las aldeas, se lanzó el día 5 de noviembre de 2021.
También fue anunciado que varias pistas para Mario Kart 8 Deluxe serán agregadas como DLC de pago, pero como contenido gratuito para los suscriptores de Nintendo Switch Online + Paquete de Expansión.
Exclusivo para Nintendo Switch 2, es posible tener acceso a las versiones de The Legend of Zelda: Breath of the Wild y The Legend of Zelda: Tears of the Kingdom que mejoran distintos aspectos del juego, como su framerate y resolución hasta 4K, también sirve para conectar con la aplicación para teléfonos móviles de Nintendo Switch en el que el jugador podrá utilizar un mapa guía que sirve para hallar los secretos de ambos juegos, mientras que en el caso de The Legend of Zelda: Tears of the Kingdom, las creaciones con artefactos zonnan que hagan los jugadores pueden compartirse en la aplicación para que sean construidos en el propio juego de otro jugador. Debe de tomarse en cuenta que estas mejoras no están disponibles en las versiones para Nintendo Switch.

### Consolas
Durante el Nintendo Direct del 23 de septiembre de 2021, se anunciaron la llegada de varios videojuegos del catálogo de Nintendo 64 y de Sega Genesis/Mega Drive, fueron lanzados el mismo día del paquete de expansión el 25 de octubre de 2021, así mismo, se dio una lista con los juegos que estarían disponibles en su lanzamiento así como juegos planeados en lanzarse en otro momento para el catálogo de Nintendo 64, aparte que individualmente se podría comprar controles retro inalámbricos de ambas consolas.
El 30 de noviembre de 2023, Nintendo lanzó para Japón la aplicación Nintendo 64: MATURE, meses más tarde, el 18 de junio de 2024 fue lanzado para el resto del mundo, la aplicación se centra en agregar videojuegos del catálogo de Nintendo 64 dirigido a audiencias maduras, es decir, videojuego con la clasificación clasificación M por la ESRB, C por la SMECCV, Z por la CERO y 16 por PEGI y USK.
Durante el Nintendo Direct del 8 de febrero de 2023, se anunció el lanzamiento de videojuegos para el servicio pertenecientes al catálogo de Game Boy Advance, los cuales fueron agregados el mismo día de su anuncio.
En el Nintendo Direct enfocado en la presentación de Nintendo Switch 2 el 2 de abril de 2025, Nintendo confirmó que exclusivamente para la nueva plataforma sería lanzado un catálogo de videojuegos de Nintendo GameCube. Fue lanzado el mismo día del lanzamiento de la consola, el 5 de junio de 2025.

### Juegos de Nintendo 64
| Fecha de lanzamiento    | Juegos                                   | NA/PAL/KR | JP/HK |
| ----------------------- | ---------------------------------------- | --------- | ----- |
| 25 de octubre de 2021   | Dr. Mario 64                             | Sí        | No    |
| 25 de octubre de 2021   | Mario Kart 64                            | Sí        | Sí    |
| 25 de octubre de 2021   | Mario Tennis                             | Sí        | Sí    |
| 25 de octubre de 2021   | Sin & Punishment: Successor of the Earth | Sí        | Sí    |
| 25 de octubre de 2021   | Star Fox 64                              | Sí        | Sí    |
| 25 de octubre de 2021   | Super Mario 64                           | Sí        | Sí    |
| 25 de octubre de 2021   | The Legend of Zelda: Ocarina of Time     | Sí        | Sí    |
| 25 de octubre de 2021   | WinBack                                  | Sí        | Sí    |
| 25 de octubre de 2021   | Yoshi's Story                            | Sí        | Sí    |
| 10 de diciembre de 2021 | Paper Mario                              | Sí        | Sí    |
| 20 de enero de 2022     | Banjo-Kazooie                            | Sí        | Sí    |
| 25 de febrero de 2022   | The Legend of Zelda: Majora's Mask       | Sí        | Sí    |
| 11 de marzo de 2022     | F-Zero X                                 | Sí        | Sí    |
| 14 de abril de 2022     | Mario Golf                               | Sí        | Sí    |
| 20 de mayo de 2022      | Kirby 64: The Crystal Shards             | Sí        | Sí    |
| 24 de junio de 2022     | Pokémon Snap                             | Sí        | Sí    |
| 15 de julio de 2022     | Custom Robo                              | No        | Sí    |
| 15 de julio de 2022     | Custom Robo V2                           | No        | Sí    |
| 15 de julio de 2022     | Pokémon Puzzle League                    | Sí        | No    |
| 19 de agosto de 2022    | Wave Race 64                             | Sí        | Sí    |
| 13 de octubre de 2022   | Pilotwings 64                            | Sí        | Sí    |
| 2 de noviembre de 2022  | Mario Party                              | Sí        | Sí    |
| 2 de noviembre de 2022  | Mario Party 2                            | Sí        | Sí    |
| 27 de enero de 2023     | GoldenEye 007                            | Sí        | Sí    |
| 12 de abril de 2023     | Pokémon Stadium                          | Sí        | Sí    |
| 8 de agosto de 2023     | Pokémon Stadium 2                        | Sí        | Sí    |
| 30 de agosto de 2023    | Excitebike 64                            | Sí        | Sí    |
| 27 de octubre de 2023   | Mario Party 3                            | Sí        | Sí    |
| 30 de noviembre de 2023 | Jet Force Gemini                         | Sí        | Sí    |
| 7 de diciembre de 2023  | 1080° Snowboarding                       | Sí        | Sí    |
| 7 de diciembre de 2023  | Harvest Moon 64                          | Sí        | Sí    |
| 21 de febrero de 2024   | Blast Corps                              | Sí        | Sí    |
| 24 de abril de 2024     | Extreme-G                                | Sí        | No    |
| 24 de abril de 2024     | Iggy's Reckin' Balls                     | Sí        | No    |
| 18 de junio de 2024     | Perfect Dark                             | Sí        | Sí    |
| 18 de junio de 2024     | Turok: Dinosaur Hunter                   | Sí        | Sí    |
| 25 de octubre de 2024   | Banjo-Tooie                              | Sí        | Sí    |
| 28 de octubre de 2024   | Shadow Man                               | Sí        | No    |
| 28 de octubre de 2024   | Turok 2: Seeds of Evil                   | Sí        | Sí    |
| 30 de enero de 2025     | Ridge Racer 64                           | Sí        | Sí    |
| 16 de mayo de 2025      | Killer Instinct Gold                     | Sí        | No    |

1. 1 2 3 4 5 6 7  Disponible en la aplicación de Nintendo 64: MATURE.
2. ↑  Lanzado en Japón el 30 de noviembre de 2023.
3. ↑  Lanzado en América y Europa el 7 de diciembre de 2023.
4. ↑  Lanzado en Japón el 24 de abril de 2024.
5. 1 2  Lanzado en Japón el 31 de enero de 2025.
6. ↑  Lanzado en Japón el 16 de mayo de 2025.

### Juegos de Sega Genesis/Mega Drive
| Fecha de lanzamiento     | Juegos                                      | NA/PAL/KR | JP/HK |
| ------------------------ | ------------------------------------------- | --------- | ----- |
| 25 de octubre de 2021    | Castlevania Bloodlines                      | Sí        | Sí    |
| 25 de octubre de 2021    | Contra Hard Corps                           | Sí        | Sí    |
| 25 de octubre de 2021    | Dr. Robotnik's Mean Bean Machine            | Sí        | No    |
| 25 de octubre de 2021    | Ecco the Dolphin                            | Sí        | Sí    |
| 25 de octubre de 2021    | Golden Axe                                  | Sí        | Sí    |
| 25 de octubre de 2021    | Gunstar Heroes                              | Sí        | Sí    |
| 25 de octubre de 2021    | M.U.S.H.A.                                  | Sí        | Sí    |
| 25 de octubre de 2021    | Phantasy Star IV                            | Sí        | Sí    |
| 25 de octubre de 2021    | Puyo Puyo                                   | No        | Sí    |
| 25 de octubre de 2021    | Ristar                                      | Sí        | Sí    |
| 25 de octubre de 2021    | Shinning Force                              | Sí        | Sí    |
| 25 de octubre de 2021    | Shinobi III: Return of the Ninja Master     | Sí        | Sí    |
| 25 de octubre de 2021    | Sonic The Hedgehog 2                        | Sí        | Sí    |
| 25 de octubre de 2021    | Streets of Rage 2                           | Sí        | Sí    |
| 25 de octubre de 2021    | Strider Hiryū                               | Sí        | Sí    |
| 16 de diciembre de 2021  | Altered Beast                               | Sí        | Sí    |
| 16 de diciembre de 2021  | Dynamite Headdy                             | Sí        | Sí    |
| 16 de diciembre de 2021  | Sword of Vermilion                          | Sí        | Sí    |
| 16 de diciembre de 2021  | Thunder Force II                            | Sí        | Sí    |
| 16 de diciembre de 2021  | ToeJam & Earl                               | Sí        | Sí    |
| 16 de marzo de 2022      | Alien Soldier                               | Sí        | Sí    |
| 16 de marzo de 2022      | Light Crusader                              | Sí        | Sí    |
| 16 de marzo de 2022      | Super Fantasy Zone                          | Sí        | Sí    |
| 21 de abril de 2022      | Shining Force II                            | Sí        | Sí    |
| 21 de abril de 2022      | Sonic the Hedgehog Spinball                 | Sí        | Sí    |
| 21 de abril de 2022      | Space Harrier II                            | Sí        | Sí    |
| 30 de junio de 2022      | Comix Zone                                  | Sí        | Sí    |
| 30 de junio de 2022      | Mega Man: The Wily Wars                     | Sí        | Sí    |
| 30 de junio de 2022      | Target Earth                                | Sí        | Sí    |
| 30 de junio de 2022      | Zero Wing                                   | Sí        | Sí    |
| 16 de septiembre de 2022 | Alisia Dragoon                              | Sí        | Sí    |
| 16 de septiembre de 2022 | Beyond Oasis                                | Sí        | Sí    |
| 16 de septiembre de 2022 | Earthworm Jim                               | Sí        | Sí    |
| 15 de diciembre de 2022  | Alien Storm                                 | Sí        | Sí    |
| 15 de diciembre de 2022  | Columns                                     | Sí        | Sí    |
| 15 de diciembre de 2022  | Golden Axe 2                                | Sí        | Sí    |
| 15 de diciembre de 2022  | Virtua Fighter 2                            | Sí        | Sí    |
| 18 de abril de 2023      | Flicky                                      | Sí        | Sí    |
| 18 de abril de 2023      | Kid Chameleon                               | Sí        | Sí    |
| 18 de abril de 2023      | Street Fighter II: Special Champion Edition | Sí        | Sí    |
| 18 de abril de 2023      | Pulseman                                    | Sí        | Sí    |
| 28 de junio de 2023      | Crusader of Centy                           | Sí        | Sí    |
| 28 de junio de 2023      | Ghouls ‘n Ghosts                            | Sí        | Sí    |
| 28 de junio de 2023      | Landstalker                                 | Sí        | Sí    |
| 28 de junio de 2023      | The Revenge of Shinobi                      | Sí        | Sí    |
| 27 de noviembre de 2024  | Mercs                                       | Sí        | Sí    |
| 27 de noviembre de 2024  | ToeJam & Earl                               | Sí        | Sí    |
| 27 de noviembre de 2024  | Vectorman                                   | Sí        | Sí    |
| 11 de abril de 2025      | ESWAT: City under Siege                     | Sí        | Sí    |
| 11 de abril de 2025      | Streets of Rage                             | Sí        | Sí    |
| 11 de abril de 2025      | Super Thunder Blade                         | Sí        | Sí    |

### Juegos de Game Boy Advance
| Fecha de lanzamiento     | Juegos                                                | NA/EU | JP |
| ------------------------ | ----------------------------------------------------- | ----- | -- |
| 8 de febrero de 2023     | Kuru Kuru Kururin                                     | Sí    | Sí |
| 8 de febrero de 2023     | Mario & Luigi - Superstar Saga                        | Sí    | Sí |
| 8 de febrero de 2023     | Mario Kart - Super Circuit                            | Sí    | Sí |
| 8 de febrero de 2023     | Super Mario Advance 4 - Super Mario Bros. 3           | Sí    | Sí |
| 8 de febrero de 2023     | The Legend of Zelda: The Minish Cap                   | Sí    | Sí |
| 8 de febrero de 2023     | WarioWare, Inc.: Minigame Mania                       | Sí    | Sí |
| 9 de marzo de 2023       | Metroid Fusion                                        | Sí    | Sí |
| 26 de mayo de 2023       | Super Mario Advance                                   | Sí    | Sí |
| 26 de mayo de 2023       | Super Mario World - Super Mario Advance 2             | Sí    | Sí |
| 26 de mayo de 2023       | Yoshi's Island - Super Mario Advance 3                | Sí    | Sí |
| 23 de junio de 2023      | Fire Emblem: Fūin no Tsurugi                          | No    | Sí |
| 23 de junio de 2023      | Fire Emblem                                           | Sí    | Sí |
| 29 de septiembre de 2023 | Kirby and the Amazing Mirror                          | Sí    | Sí |
| 17 de enero de 2024      | Golden Sun                                            | Sí    | Sí |
| 17 de enero de 2024      | Golden Sun: The Lost Age                              | Sí    | Sí |
| 21 de febrero de 2024    | Mother 3                                              | No    | Sí |
| 29 de marzo de 2024      | F-Zero: Maximum Velocity                              | Sí    | Sí |
| 18 de junio de 2024      | Metroid: Zero Mission                                 | Sí    | Sí |
| 18 de junio de 2024      | The Legend of Zelda: A Link to the Past y Four Swords | Sí    | Sí |
| 12 de julio de 2024      | Densetsu no Stafy                                     | Sí    | Sí |
| 12 de julio de 2024      | Densetsu no Stafy 2                                   | Sí    | Sí |
| 12 de julio de 2024      | Densetsu no Stafy 3                                   | Sí    | Sí |
| 9 de agosto de 2024      | Pokémon Mystery Dungeon: Red Rescue Team              | Sí    | Sí |
| 11 de octubre de 2024    | F-Zero Climax                                         | Sí    | Sí |
| 11 de octubre de 2024    | F-Zero: GP Legend                                     | Sí    | Sí |
| 14 de febrero de 2025    | Wario Land 4                                          | Sí    | Sí |
| 22 de abril de 2025      | Fire Emblem: The Sacred Stones                        | Sí    | Sí |

### Juegos de Nintendo GameCube
| Fecha de lanzamiento | Juegos                              | NA/EU | JP |
| -------------------- | ----------------------------------- | ----- | -- |
| 5 de junio de 2025   | F-Zero GX                           | Sí    | Sí |
| 5 de junio de 2025   | Soulcalibur II                      | Sí    | Sí |
| 5 de junio de 2025   | The Legend of Zelda: The Wind Waker | Sí    | Sí |
| 3 de julio de 2025   | Super Mario Strikers                | Sí    | Sí |
| 21 de agosto de 2025 | Chibi-Robo!                         | Sí    | Sí |
| TBA                  | Fire Emblem: Path of Radiance       | Sí    | Sí |
| TBA                  | Luigi's Mansion                     | Sí    | Sí |
| TBA                  | Pokémon Colosseum                   | Sí    | Sí |
| TBA                  | Pokémon XD: Gale of Darkness        | Sí    | Sí |
| TBA                  | Super Mario Sunshine                | Sí    | Sí |

## Cronología
| Predecesor: Nintendo Network en Nintendo 3DS y Wii U | Nintendo Switch Online 2018 | Sucesor: - |

- Datos: Q30943865